# Ogrodzieniec
Ogrodzieniec [ɔgrɔˈʥɛnɛʦ] ist eine Stadt mit etwa 4300 Einwohnern im Powiat Zawierciański der Woiwodschaft Schlesien in Polen. Sie ist Sitz der gleichnamigen Stadt-und-Land-Gemeinde mit 9018 Einwohnern (Stand 31. Dezember 2020).
Die Stadt befindet sich zehn Kilometer südöstlich der Kreisstadt Zawiercie und ist vor allem durch die Burgruine bekannt, die früher das Wappen der polnischen Gesellschaft für Landeskunde bildete. In der Umgebung befinden sich die von mehreren Burgruinen gekrönten Granitfelsen der Adlerhorste und das Kalksteingebiet des Oberjura.

## Geschichte

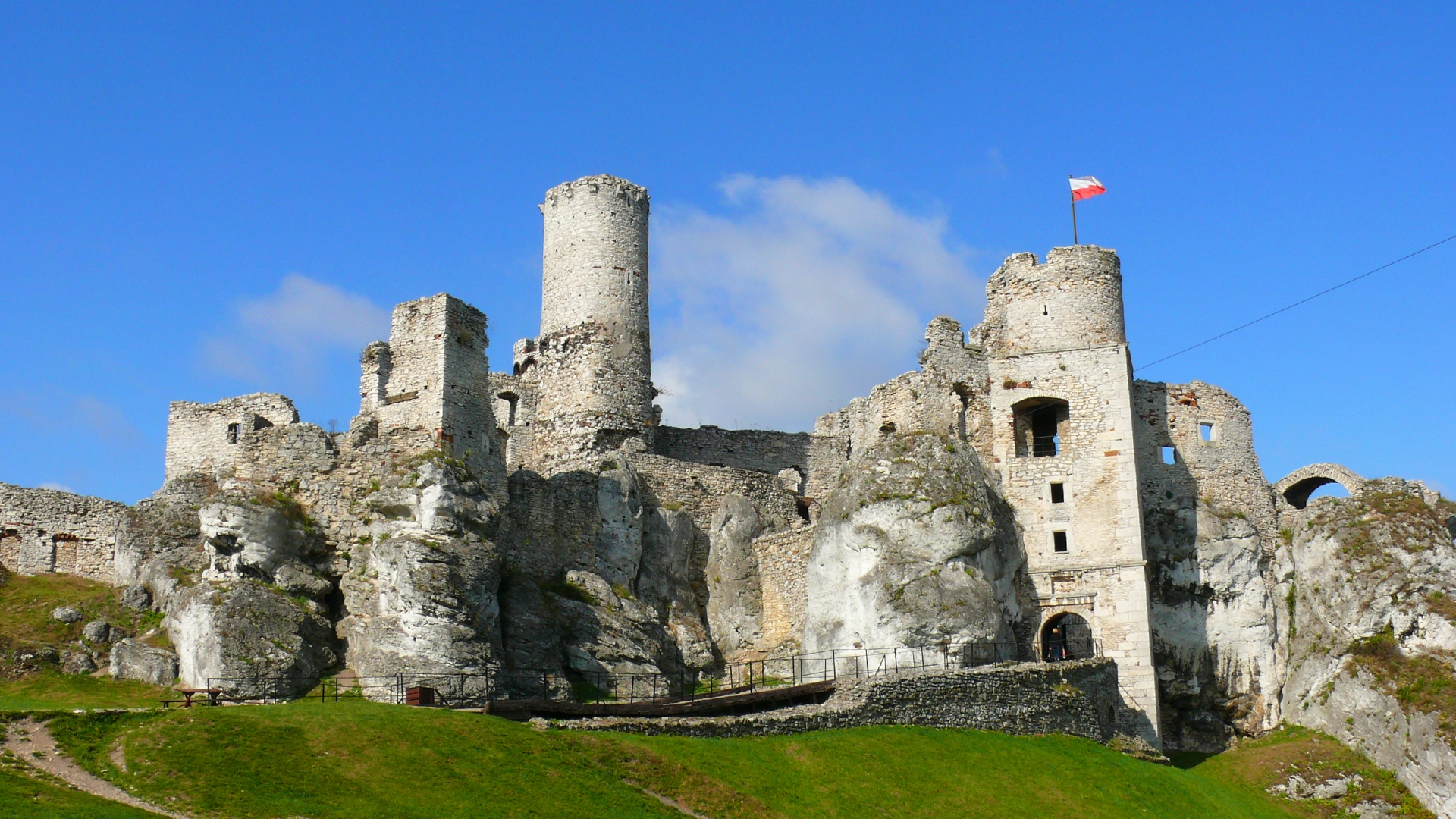
Ruine der Burg

Die erste Erwähnung der Pfarrei Ogrodzenecz des Dekanats Irządze des Bistums Krakau stammt aus dem Jahre 1346. Das Stadtrecht wurde ihr 1386 verliehen. Der Ortsname, früher auch Grodzieniec und Ogrodziniec, ist von einfrieden (polnisch ogradzać) oder Einfriedung (polnisch ogrodzenie), abgeleitet, also bezeichnet einen [von Burgmauern] eingefriedeten Ort.
1530 wurde die Stadt mit anderen Städten der Familie Boner (Bydlin, Włodowice und Kromołów) von Severin Boner an Jakub Boner verkauft. In der Zeit der Reformation war die Kirche in protestantischen Händen.
1655 und 1702 wurden die Stadt und das Schloss von den Schweden niedergebrannt.
Im Jahre 1795 kam die Stadt zu Preußen und war Teil Neuschlesiens. Zwischen 1807 und 1815 gehörte Ogrodzieniec zum Herzogtum Warschau und anschließend zum Königreich Polen. Im Jahre 1870 verlor Ogrodzieniec seine Stadtrechte.
Während der deutschen Besetzung im Zweiten Weltkrieg, zwischen 1939 und 1945 war der Ort völkerrechtswidrig dem deutschen Landkreis Ilkenau zugeordnet.
1956 bekam Ogrodzieniec den Status einer stadtartigen Siedlung und erhielt 1973 die Stadtrechte zurück.

## Gemeinde
Zur Stadt-und-Land-Gemeinde (gmina miejsko-wiejska) Ogrodzieniec gehören die Stadt selbst und zehn Dörfer mit Schulzenämtern.